# Eliza Brown
Eliza Brown, geboren als Ozie McPherson, (1903 – 1983) was een Amerikaanse klassieke blueszangeres uit de jaren 1920, De zangeres nam verschillende nummers op met het orkest van Duke Ellington en maakte tevens opnamen voor Columbia Records. Van 1920 tot 1929 was ze vooral actief op het gebied van blues en swing. Ze gebruikte ook de pseudoniemen Eva Woods, Jane Bartlett en respectievelijk Ozie Ware en Liza Brown. Over haar leven is weinig bekend. Ze voerde tevens de naam Ozie McPherson. Ze trouwde de entertainer Sonnie Ware en noemde zich daarna Ozie Ware.

## Biografie
Ozie Ware, de vrouw van de entertainer Sonnie Ware (†1984), werd geboren onder de naam McPherson. In de jaren 1920 werkte ze als bluessopraan, onder meer bij het label Black Swan Records onder het pseudoniem Jane Bartlett. Onder de naam McPherson nam ze op bij Stonetone Records, later een sublabel bij Paramount Records. Als zangeres nam ze deel aan opnamen van het Duke Ellington Orchestra in oktober 1928 (Oh Papa No! En Diga Diga Doo in een duo met Irving Mills). In dezelfde maand nam ze op voor Victor Records met Duke Ellington in een kleine cast (Santa Claus, Bring My Man Back to Me, met Arthur Whetsol, Barney Bigard, Billy Taylor, Sonny Greer). In It's All Coming Home to You (Cameo 9039) en He Just Don't Appeal to Me (Cameo 9042) werd ze begeleid door de Ellington Band (alias Whoopee Makers). 
Brown maakte in New York in september en oktober 1929 acht opnamen voor Columbia Records. Veel van haar opnamen waren duetten met Ann Johnson. Het nummer Get On Out of Here is voor het grootste deel gesproken, het refrein is gezongen (Now take it on outa here, take it on outa here). Het liedje is een humoristisch gevecht tussen twee vrouwen, gespeeld door Brown en Johnson. In november 1928 nam Brown onder de naam Ozie Ware een aantal liedjes op met Duke Ellington en zijn orkest.

## Discografie
Columbia Records, New York
Opnamen 19 september 1929:  
- Get On Out Of Here [duet met Ann Johnson]
- Let's Get it Straight [duet met Ann Johnson]

Opnamen 7 oktober 1929:
- Stop Laying That Stuff On Me
- Take A Little Bit
- Peddlin' Man
- If Papa Has Outside Lovin'

Opnamen 16 oktober 1929:
- I Knows You (duet met Ann Johnson, niet uitgekomen)
- Don't Take 'Em Fo' Yo' Friend (duet met Ann Johnson, niet uitgekomen)[4]

### Verdere opnamen
- 1925: Outside Of That	Paramount)
- 1925: You Gotta Know How (Paramount)
- 1926: Standing On The Corner (Paramount)
- 1926: He's My Man - He's Your Man (Paramount)
- 1926: Down To The Bottom Where I Stay	(Paramount)
- 1926: Nobody Rolls Their Jelly Roll Like Mine	(Paramount)
- 1926: I Want My Loving (Paramount)
- 1926: I'm So Blue Since My Sweetie Went Away (Paramount)
- 1928: Santa Claus, Bring My Man Back (Victor)
- 1928: I Done Caught You Blues	(Victor)
- 1929: It's All Comin' Home To You (Cameo)
- 1929: Hit Me In The Nose Blues (Cameo)
- 1929: Stevedore Blues	(Romeo)
- 1929: He Don't Just Appeal To Me (Romeo)